# Даниеле Силвестри
Даниèле Силвèстри (на италиански: Daniele Silvestri; * 18 август 1968, Рим, Италия) е италиански певец и автор на песни. 

## Биография

### Ранни години
Роден е в италианската столица Рим през 1968 г. Син е на Алберто Силвестри – телевизионен автор и сценарист. Завършва класическата гимназия „Мамиани“ в града. 

### Дебют
Официално дебютира през лятото на 1994 г. с първия си едноименен албум, печелейки Тарга Тенко за най-добър дебютен албум. На следващата година участва във Фестивала на италианската песен в Санремо в раздел „Нови предложения“ с песента „Човекът с мегафона“ (L'uomo col megafono), получавайки Наградата на критиката „Воларе“ за най-добър литературен текст. Следващият му сингъл, озаглавен „Общите неща“ (Le cose in comune), му печели Тарга Тенко като песен на годината. И двете песни са включени във втория му албум „Преди да бъдеш човек“ (Prima di essere un uomo).
През юни 1996 г. пише саундтрака на филма „Сърца на червено“ (Cuori al verde) на Джузепе Пичони и музиката на театралното шоу „Репертоар на лудите от град Палермо“ ( "Repertorio dei Pazzi della Città di Palermo"), режисирано от Нини Ферара, който получава Театралната награда „ETI Младежи“. Няколко песни стават част от третия му албум – двойният „Зарът“ (Il dado), издаден през октомври същата година. В неговата група е и Макс Гаце на бас китара. Този албум съдържа една от най-известните песни на Силвестри – „Коиба“ (Cohiba), вдъхновена от Кубинската революция и от фигурата на Че Гевара. 
През януари 1997 г. той участва с Роко Папалео във второто издание на Фестивал „Ломбардия“. През май двамата участват в театралния спектакъл „Пламтящо червено блокиран сняг, съмнения, стъкло теза безкрайно“ (Rosso fiammante bloccato neve dubbi vetro tesi infinito). 
Няколко месеца по-късно започва турнето му FrankensteINmusical с Тулио Соленги, за което пише оригиналния саундтрак. В края на юли той лети за Хавана, Куба, за да участва в Комунистическия младежки фестивал. На следващата година излиза филмът Barbara на Анджело Орландо, в който Силвестри е статист в ролята на самия себе си и пише части от саундтрака.
През 1999 г. певецът отново участва във Фестивала в Санремо, този път с песента „Ария“ (Aria), фокусирана върху темата за затворническия живот. Удостоен е с наградата на критиката „Мия Мартини“ и с Наградата за най-добър текст. Скоро след като издава четвъртия си албум „Г-н Датапас“ (Sig. Datapas) и пише музиката за „Албания“ (Albania) – филм на Фабрицио Мария Кортезе с Джанкарло Джанини, Силвестри печели Награда „Лунеция“: „Лауреа Де Андре“ за 1999 г.

### 2000-те години
През лятото на 2000 г. Силвестри пише музиката за Tango – театрално представление на Франческа Дзани, вдъхновено от драмата на аржентинските политически затворници. През октомври издава „Очи на ориенталец - Най-доброто от Даниеле Силвестри“ (Occhi da orientale - Il meglio di Daniele Silvestri) – компилация, която съдържа и три оригинални парчета. Междувременно се ражда официалният му сайт и феновете създават уеб радио, излъчващо само негови песни.
През 2002 г. той се завръща на Фестивала в Санремо с „Ще се изкача“ (Salirò), класирана на 14-то място. Песента обаче постига невероятен успех сред публиката, също благодарение на постановката на вълнуващия балет с актьора Фабио Фери. За пореден път певецът печели наградата на критиката „Мия Мартини“ и впоследствие е удостоен с четири награди на Италианската музикална награда за най-добър сингъл, най-добър музикален видеоклип, най-добър аранжимент и най-добра музикална композиция. Следват два сингъла – „Винаги в неделя“ (Sempre di domenica) и „Моят неприятел“ (Il mio nemico) (звукът на панфлейта от песента е взет от песента Alturas на чилийската група Инти-Илимани), включени в „Едно, две“ (Unò-dué) - неговия шести албум. 
През 2003 г. издава книга „Магистралата“ (L'Autostrada), в която описва последното си турне и музикалната си дейност чрез снимки, непубликувани текстове и страници от дневници. Към книгата е приложен и CD-ROM, съдържащ 24 оригинални MP3 и различни видео приноси. През същата година печели наградата на Амнести Италия с песента Il mio nemico, която по-късно е включена в саундтрака на филма „Да живее Италия“ (Viva l'Italia) на Масимилиано Бруно през октомври 2012 г.
През 2004 г. той издава първия си концертен албум – Livre trânsito, с оригиналното парче Kunta Kinte, чийто съавтор е Frankie hi-nrg mc, и своите изпълнения на две песни, написани в миналото за други изпълнители: „Вторият отляво“ (Il secondo da sinistra), изпята от Мина в албума ѝ Veleno от 2002 г. и скритата песен „Реката и мъглата“ (Il fiume e la nebbia), написана за Фиорела Маноя и публикувана в албума ѝ Belle speranze през 1997 г. Годината завършва с концерт в Мапуто, Мозамбик в полза на Кампанията за солидарност между Рим и Мапуто.
През 2007 г. Силвестри заема четвърто място на Фестивала в Санремо с песента „Кланът“ (La paranza). На 2 март излиза осмият му албум „Беглецът“ (Il latitante). Заедно със сингъла „Изгубих се“ (Mi persi), песента е част от саундтрака на филма „Нощен автобус“ (Notturno bus) с Валерио Мастандреа и Джована Медзоджорно. Печели наградата Давид на Донатело за най-добра оригинална песен. „Ориенталски очи“ (Occhi da orientale), „Инат“ (Testardo) и оригиналните „Светът стиснат в ръка“ (Il mondo stretto in una mano) и „Сърф“ (Surf), изпълнени на английски език, са част от саундтрака на филма „Тази нощ все още е наша“ (Questa notte è ancora nostra), написан от Силвестри с неговия китарист Маурицио Филардо. Вторият сингъл от „Беглецът“, озаглавен „Джино и Алфета“ (Gino e l'Alfetta), е приет като официален химн на гей прайда в Рим през 2007 г. По-късно е извлечен и „На мен ми напомняш за морето“ (A me ricordi il mare) в сътрудничество с Винченцо Андреа "Ил Бове" Леуци, певец на група Ото Ом.
На 1 февруари 2008 г. излиза албумът „Песни за тях“ (Canzoni per loro) по инициатива на Emergency, в който взимат участие големи имена на италианската песен като Джованоти, Дзукеро и Фиорела Маноя; Силвестри пее песента „Например в Сиера Леоне“ (Ad esempio in Sierra Leone).
На 9 май 2008 г. излиза „Стотинки“ (Monetine), първата му истинска компилация – двоен албум с DVD, който разказва 15 години музика с видеоклипове, 5 нови версии: Monetine, „Къде си“ (Dove sei), „Идиот“ (Idiota), „Целият човек“ (L'uomo intero), „Класацията“ (La classifica), две оригинални песни – „Без да вдигаш шум“ (Senza far rumore) и „Един ден на море“ (Una giornata al mare) на Паоло Конте (първият кавър, който намира място в албум на Силвестри), и оригиналната версия на „Светът стиснат в една ръка“ (Il mondo stretto in una mano).
На 9 декември 2009 г., по случай първия B-Day (Ден на Б.), той пише парчето „Император Тиберий“ (L'imperatore Tiberio) – критика на Силвио Берлускони, което публикува с видеоклип в Ютюб.

### 2010 - 2014 г.
От 2008 до 2010 г. Силвестри се посвещава на интензивна концертна дейност на най-важните и престижни сцени в Италия и Европа, като експериментира с нови стилистични решения и безпрецедентни срещи с различни музикални светове: през зимата на 2009 г. започва със своя група турне из Европа, което е разпродадено в Люксембург, Брюксел, Барселона и Мадрид. По повод на тези концерти е открит блог, от който изпълненията се излъчват в пряко предаване. През първите месеци на 2010 г. е концертът му в Краков по повод тръгването на Влака на паметта – пътуването със студентите до местата на Холокоста. През лятото на 2010 г. певецът прави из Италия с Оркестър на Пиаца Виторио шосеен концерт. В края на 2010 г. в последния епизод на шоуто на Фабио Фацио и Роберто Савиано Vieni via con me Силвестри представя „Несигурен е светът“ (Precario è il mondo), написана и записана за няколко часа и получила веднага успех при изтегляне.
На 29 март 2011 г. той публикува новия си албум с оригинални песни S.C.O.T.C.H. с лейбъла Сони Мюзик. В него има доста сътрудничества, включително с Николо Фаби, Райц, Диего Манчино, Стефано Болани, Пепе Сервило, Пино Марино и с писателя и сценариста Андреа Камилери. Албумът е предшестван от два сингъла, издадени по едно и също време: „Но какви разговори“ (Ma che discorsi) и „Предупреждение“ (Monito®). На 22 ноември 2011 г. е издадена версията "Ultra resistant edition", където освен албума S.C.O.T.C.H. има и втори компактдиск само с три оригинални парчета, както и DVD с видеозапис на концерта в Рим на 18 юли 2011 г., в който участват приятелите, сътрудничили в написването на албума. 
През юни 2011 г. Силвестри става актьор-марионетка в новия си видеоклип: музикантът и партньорката му – неговата мениджърка Лиза Лели са главните герои на видеоклипа на Ma che discorsi, с много оригинална техника, датираща от 1970-те години: пикселизация. Клипът е съставен от повече от 2500 снимки, направени по време на пътуване от около 600 метра, направено с фантастичен автомобил. 
На 28 юни Сони Мюзик издава албум в памет на Рино Гаетано, озаглавен Dalla parte di Rino, в който участва и Силвестри заедно с други изпълнители като Симоне Кристики, Джанлука Гриняни, Джузи Ферери и Роберто Векиони; той пее песента „Докосваха теменужките“ (Sfioravano le viole). Освен това през 2011 г. песента „Всички свободни“ (Liberi tutti), в която си сътрудничи със Субсоника, е избрана за музикален фон ма рекламната кампания Io voto (Аз гласувам). 
На 23 декември 2011 г. по всички италиански радиостанции излиза вторият му сингъл, озаглавен „Пътуването (малко грама кураж)“ (Il Viaggio (pochi grammi di coraggio)), който има смътно ретро атмосфера и ритми. Този последен сингъл е използван като саундтрак на филма „Незрели - пътуването“ (Immaturi - il viaggio), пуснат на 4 януари 2012 г. във всички италиански кина. Заедно с Джанлука Мисти Силвестри пише музиката и текста на анимационния филм и мюзикъла „Капитан Кук“ (Capitan Kuk).
Сътрудничеството с Пино Марино продължава с обявяването на театрално турне, написано на четири ръце. Шоуто, озаглавено „И началото дойде на края“, започва на 13 февруари 2012 г. в Аудиториум „Санта Киара“ в Тренто и завършва на 14 април в Театър „Метрополитън“ в Катания.
На 12 февруари 2013 г., по време на първата вечер на Фестивала в Санремо, воден от Фабио Фацио, Силвестри изпълнява песните „Със затворена уста“ (A bocca chiusa) и „Нуждата от теб (шантаж на честта)“ (Il bisogno di te (ricatto d'onor)), първата от които продължава в надпреварата. На 15 февруари, по време на вечерта, озаглавена Sanremo Story, той пее Piazza Grande на Лучо Дала. В края на фестивала се класира на шесто място.
След фестивала той публикува миниалбума „Което дори Менея“ (Che nemmeno Mennea), съдържащо песните, представени в Санремо, плюс концертна версия на песента „Какво красиво лице“ (Che bella faccia) на концерт през 2009 г. в Париж, както и домашно демо от 2001 г., озаглавено „Ако бях принц“ (Se fossi un principe). През март, след политическите избори, заедно с много други колеги, той се присъединява към проекта „Тръгва бъдещето“ (Riparte il futuro), като подписва петиция, целяща да преразгледа антикорупционния закон чрез модифициране на нормата за политически-мафиотски изборен обмен (416 ter) в рамките на първите сто дни на парламентарна дейност.
През януари 2014 г. песента му L'autostrada е включена в саундтрака на филма „Моят клас“ (La mia classe), режисиран от Даниеле Галяноне, в който играе и неговият дългогодишен приятел Валерио Мастандреа, в италианските кина от 16 януари 2014 г. В същия ден певецът обявява на акаунтите си във Фейсбук, Туитър и Google+ излизането за следващия ден на новия си сингъл „Цялата вина е на Фройд (Градината на Психея)“ (Tutta colpa di Freud (Il giardino di Psiche)) – саундтрак на едноименния филм, режисиран от Паоло Дженовезе, който излиза по италианските кина на 23 януари 2014 г. Песента е пусната дигитално в Ай Тюнс, Дизър, Ютюб и Спотифай. На 1 май излиза специалното издание на известния албум на групата Afterhours Hai paura del buio?, в което Силвестри участва в песента „Искам прекрасна кожа“ (Voglio una pelle splendida), от която пише няколко строфи.

### Трио „Фаби Силвестри Гацè“
На 24 март 2014 г. Силвестри обявява, чрез стартирането на нова страница във Фейсбук и на официален уебсайт, сътрудничеството със своите колеги и приятели Николо Фаби и Макс Гацè в създаването на нов албум. Той е предшестван от новия сингъл, озаглавен „Животът е сладък“ (Life Is Sweet), издаден на 25 април 2014 г. Освен албума тримата са и главни действащи лица на турне из Европа, а по-късно и в Италия. Излизането на албума, озаглавен „Домакинът на празненството“ (Il padrone della festa) и издаден на 16 септември, е предшествано от втория сингъл „Любовта не съществува“ (L'amore non esiste), наличен от 22 август. На 14 ноември 2014 г. – датата на стартиране на турнето в Италия с първия концерт в Римини излиза третият сингъл от албума – „Както ми се ще“ (Come mi pare) заедно с официалния видеоклип.
Италианското турне има голям успех, с няколко разпродадени дати, така че триото, гостувайки на епизод на телевизионното предаване Che tempo che fa с водещ Фабио Фацио, обявява, че ще има допълнителна дата на турнето – 30 юли в Рим. С издаването на четвъртия сингъл „Песен на Ана“ (Canzone di Anna) на 10 април 2015 г. триото обявява и издаването на DVD бокс сет от концерта си на 19 ноември в Рим за 28 април 2015 г. Издаденият сингъл обаче е нова версия, тъй като в тази от албума единственият, който пее, е Николо Фаби, докато този път са добавени гласовете на другите двама певци.

### 2016 г.: АлбумAcrobati
На 12 ноември 2015 г. певецът обявява чрез профила си във Фейсбук театрално турне във всичките 20 италиански региона в очакване на новия му албум. На 26 януари 2016 г., 5 години след издаването на последния си албум, Силвестри чрез социалните мрежи официално обявява новия си албум „Акорбати“ (Acrobati), като публикува обложката му. Няколко дена по-рано съобщението е предшествано от публикацията в Ай Тюнс, Спотифай, Дизър, Амазон и Гугъл Плей Мюзик на първия извлечен сингъл „Какви алибита“ (Quali alibi), последван няколко дни по-късно от официален видеоклип.
Албумът, издаден на 26 февруари, съдържа 18 песни с принос от различни изпълнители като Капареца, Диодато и Диего Манчино, и дебютира директно на върха на Класацията на албумите на FIMI на 4 март 2016 г. За първи път в кариерата на Силвестри един от албумите му достига върха на класациите за продажби. Албумът, по негово собствено признание, е посветен на големия му приятел Лучо Дала. Вторият извлечен сингъл е едноименният Acrobati, който влиза в радио ротация от 8 април. Официалното видео е пуснато на 5 май.

### 2019 г.: АлбумLa terra sotto i piedi
На 11 януари 2019 г. певецът пуска сингъла „Поздравления, невежи“ (Complimenti ignoranti), последван на 25 януари от сингъла „Скромни времена“ (Tempi modesti).
През февруари участва в 69-ия фестивал в Санремо с парчето „Живак“ (Argentovivo), направено заедно с рапъра Ранкоре (който се появява на събитието) и Мануел Аниели (с когото прави дует на 4-тата вечер), завършвайки на шесто място, но печелейки наградата на критиката „Мия Мартини“, Наградата „Лучо Дала“ на пресцентъра и Наградата „Серджо Бардоти“ за най-добър текст. На 22 февруари издава сингъла „Гериатричен блиц“ (Blitz gerontoiatrico), а на 12 април – синглите „Преди да“ (Prima che) и „Последното желание“ (L'ultimo desiderio).
Шестте сингъла предшестват деветия му студиен албум, издаден на 3 май 2019 г. и първоначално озаглавен „Извинете ако не плача“ (Scusate se non piango). На 5 април Силвестри обявява промяната на името на „Земята под краката“ (La terra sotto i piedi), разкривайки обложката.
На 1 юли 2019 г. певецът получава наградата Тарга Тенко в категорията „Сингли“ с песента Argentovivo.
На 5 юли той пуска седмия сингъл „Всички луди“ (Tutti matti).

## Личен живот
От 2000 до 2009 г. Силвестри има романтична връзка с актрисата Симона Кавалари, от която има две деца. През 2012 г. се жени за Лиза Лели, негова мениджърка, която две години по-късно ражда третото му дете.
Политически и социално ангажиран, той никога не крие своите леви убеждения, обявявайки се за комунист, макар и да декларира, че не вярва много на етикетите. 

## Дискография

### Като солист

#### Студийни албуми
- 1994 – Daniele Silvestri
- 1995 – Prima di essere un uomo
- 1996 – Il dado
- 1999 – Sig. Dapatas
- 2002 – Unò-dué
- 2007 – Il latitante
- 2011 – S.C.O.T.C.H.
- 2016 – Acrobati
- 2019 – La terra sotto i piedi

#### Концертни албуми
- 2004 – Livre trânsito

#### Сборни албуми
- 2000 – Occhi da orientale - Il meglio di Daniele Silvestri
- 2008 – Monetine

#### Миниалбуми
- 2013 – Che nemmeno Mennea

### С Фаби Силвестри Гацè
Студийни албуми
- 2014 - Il padrone della festa

## Видеография
- 1994: Il flamenco della doccia
- 1994: Voglia di gridare
- 1995: Le cose in comune
- 1996: Hold Me
- 1997: Cohiba
- 1997: Banalità
- 1998: Strade di Francia
- 1999: Amore mio
- 1999: Aria
- 2002: Salirò
- 2002: Sempre di domenica
- 2002: Il mio nemico
- 2004: Kunta Kinte
- 2007: Mi persi
- 2007: La paranza
- 2007: Gino e l'Alfetta
- 2007: A me ricordi il mare
- 2008: Monetine
- 2008: Una giornata al mare
- 2011: Ma che discorsi
- 2011: Fifty-Fifty
- 2011: Acqua che scorre
- 2013: A bocca chiusa
- 2013: Il bisogno di te (ricatto d'onor)
- 2014: Life Is Sweet
- 2014: L'amore non esiste
- 2014: Come mi pare
- 2014: Alzo le mani
- 2015: Canzone di Anna
- 2016: Quali alibi
- 2016: Acrobati
- 2017: Pochi giorni (feat. Диодато)
- 2017: La guerra del sale (feat. Капареца)
- 2017: La mia casa
- 2019: Complimenti ignoranti
- 2019: Argentovivo
- 2019: Prima che
- 2019: Scusate se non piango
- 2020: Tutti matti
- 2020: Qualcosa cambia
- 2020: Il mio amico invisibile (feat. Ранкоре)

## Признания
- 1999 - Награда „Лауреа де Андрè“ за музикално-литературно качество [32]
- 2014 - Ciak d'oro към най-добрата оригинална песен за Tutta colpa di Freud[33]